# Defileul Rugova

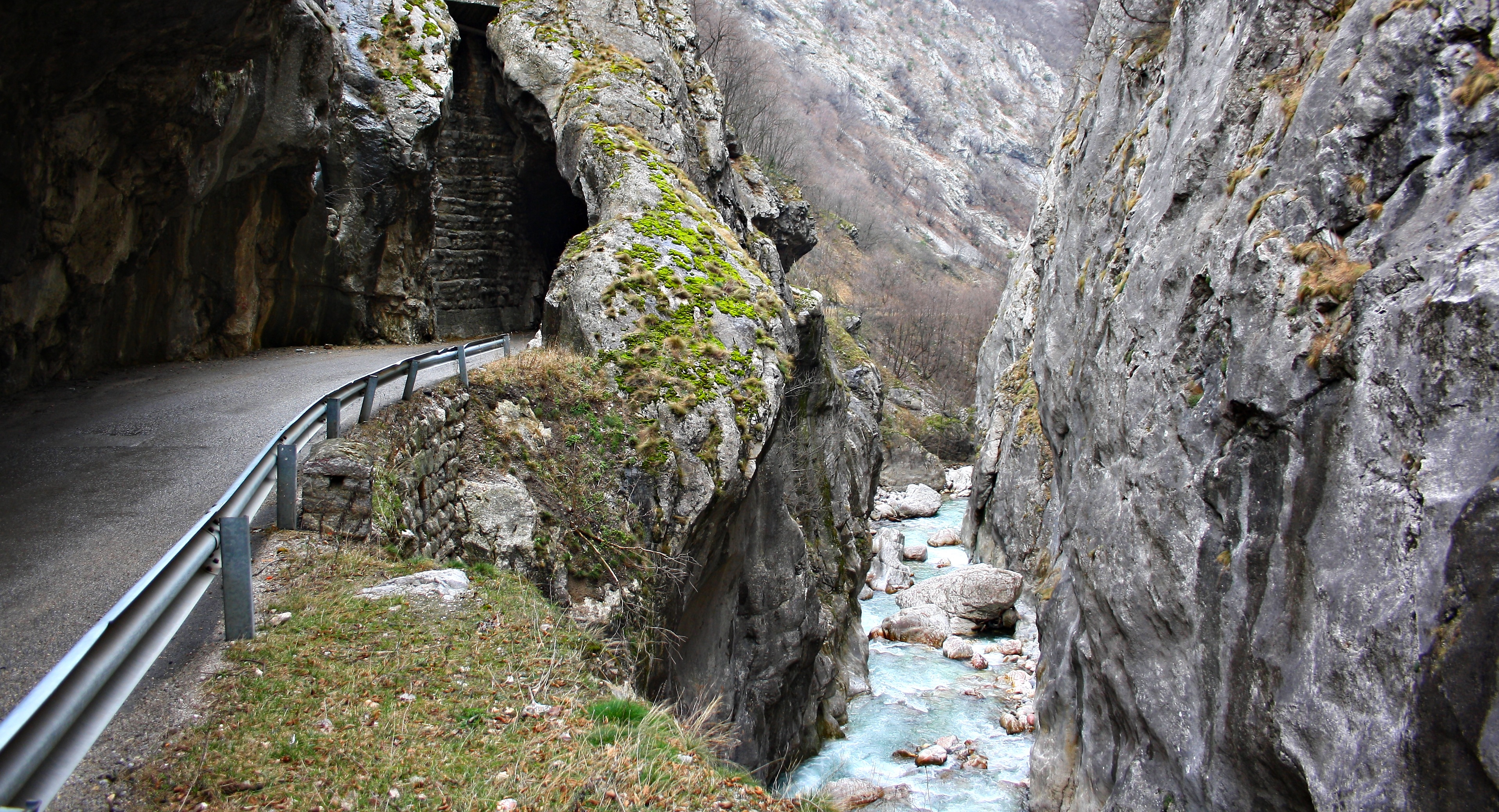
Canionul Rugova și râul Peć Bistrica în dreapta.

Canionul Rugova este un defileu în apropiere de Peć, vestul Kosovo, situat în munții Prokletije, nu departe de frontiera cu Muntenegru. Cu o lungime de 25 km și o adâncime de 1.000 m Rugova este considerat unul dintre cele mai lungi și adânci defileuri din Europa. A fost creat de eroziunea apei și de retragerea ghețarului Peć. Cursul râului Peć Bistrica trece prin canion.
În 1985 Canionul Rugova a fost declarat monument natural protejat, datorită valorii pe care o prezintă din punct de vedere geologic, hidrologic, speologic și botanic, dar și pentru peisajul său spectaculos.

## Geografie

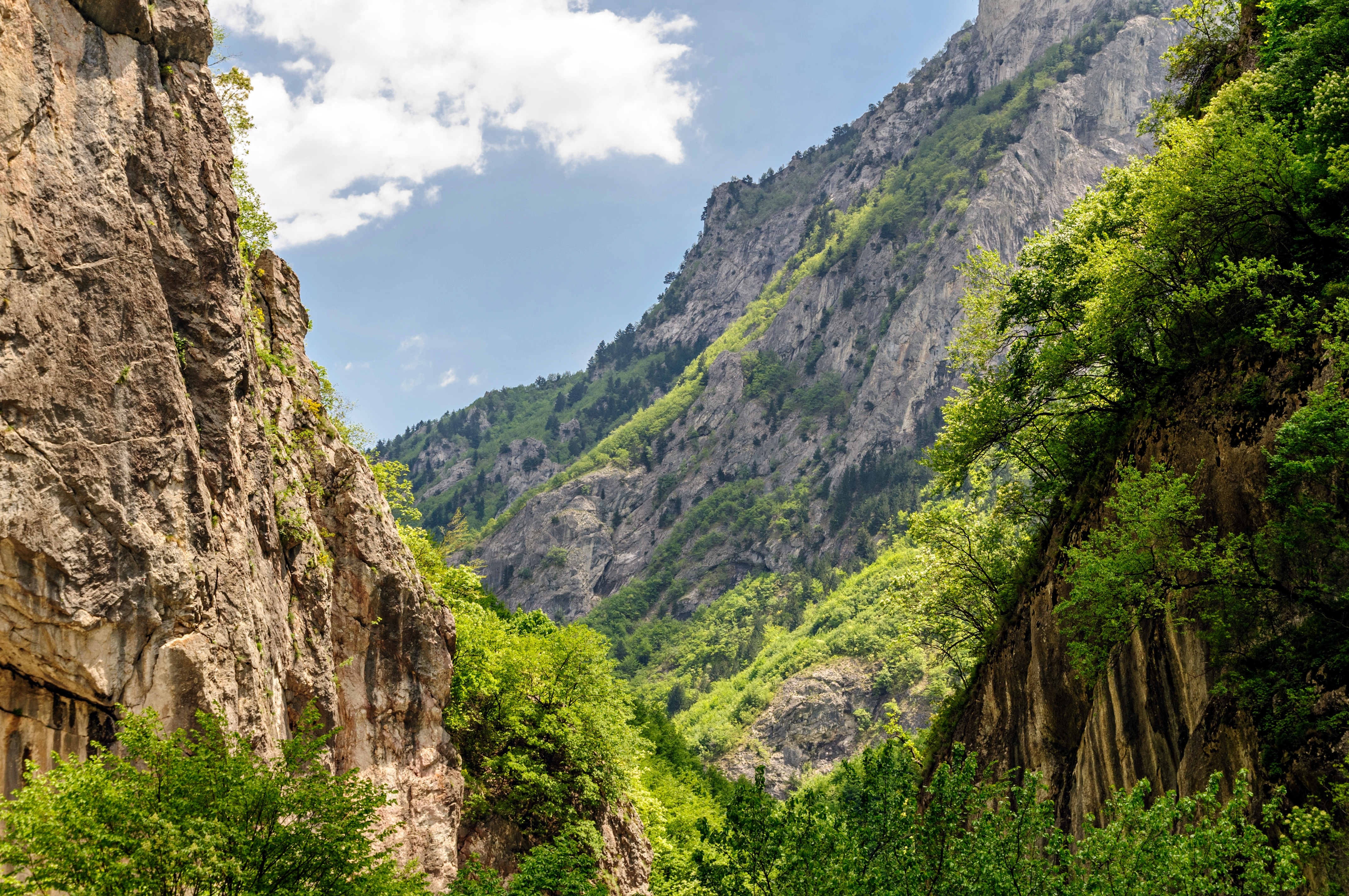
Canionul Rugova.

Canionul începe să se îngusteze la trei kilometri distanță de Peć și continuă să se strâmteze pe parcursul următorilor șase kilometri, creând o vale abruptă prin care curge râul Peć Bistrica. Se îngustează din nou în zona unei deversări de-a lungul drumului vestic al regiunii care leagă Kosovo de Muntenegru. Adâncimea medie a văii este de 650-1000 m. Partea estică este populată anul împrejur, iar cea vestică - doar pe timpul verii.
Canionul Rugova conține câteva cascade și mai multe izvoare, cum ar fi Uji i Zi (trad: Apa Neagră) și Kroi i km-5 (trad: Izvorul de la al 5-lea km). La al șaselea kilometru o cascadă cu înălțimea de 25 m țâșnește din stâncile sudice și cade în jos spre râu. Câteva sute de peșteri populează defileul, multe dintre ele neexplorate. Printre cele mai renumite sunt Gryka e Madhe (Peștera Marelui Canion, cu 11 km explorați), Shpella e Karamakazit (Peștera Foarfecele Negre) și Shpella e Kallabes (Peștera Kallaba, acolo unde s-au descoperit rămășițe umane vechi). Un pod în arc traversează canionul, iar în preajma acestuia se află o piatră pictată pe care poate fi deslușită figura unui atlet, presupusă a fi din perioada pelasgică.

### Peștera Gryka e Madhe
Gryka e Madhe (Peștera Marelui Canion) este amplasată la al 8-lea kilometru al canionului Rugova, pe partea stângă, la o înălțime de 60 m deasupra râului Peć Bistrica sau la altitudinea de 637 m.
Cercetările asupra peșterii au început în 1993 când un grup de speologi slovaci a descoperit-o în drumul lor spre Macedonia. Localnicii, însă, știau de existența acesteia cu mult timp înainte de venirea acestora. S-a stabilit că galeriile peșterii au un profil oval și particularitățile unui canion subteran continuu cu pereți înalți. Cele mai înalte nivele nu au sedimente, pe când cele inferioare conțin pietre mari circulare. Până în prezent au fost explorate cinci nivele. Primul se află la aceeași altitudine cu râul, cu alte cuvinte cu 66 m mai jos decât intrarea în peșteră. Sedimente de diferite culori au fost descoperite la acest nivel.
Peștera se găsește într-o stare bună și este rar vizitată, din cauza terenului dificil și riscului înalt pe care-l prezintă pentru oameni. Mai multe echipe de experți au studiat peștera printre care cercetători din Slovacia, Bulgaria, de la KEPA (Kosovo Environmental Protection Agency) și ONG-ul ”Aragoniti”.

## Atracții turistice
Canionul Rugova oferă mai multe oportunități pentru drumeți, cățărători și exploratorii de peșteri. A fost construită o ”via ferrata”, denumită ”Traseul de Fier”. Este unica din Balcani și ea permite amatorilor de călătorii să urce stâncile.
Mănăstirea Patriarhiei din Peć, scaunul spiritual și istoric al Bisericii Ortodoxe Sârbe, este amplasată la intrarea în canion.

## Galerie

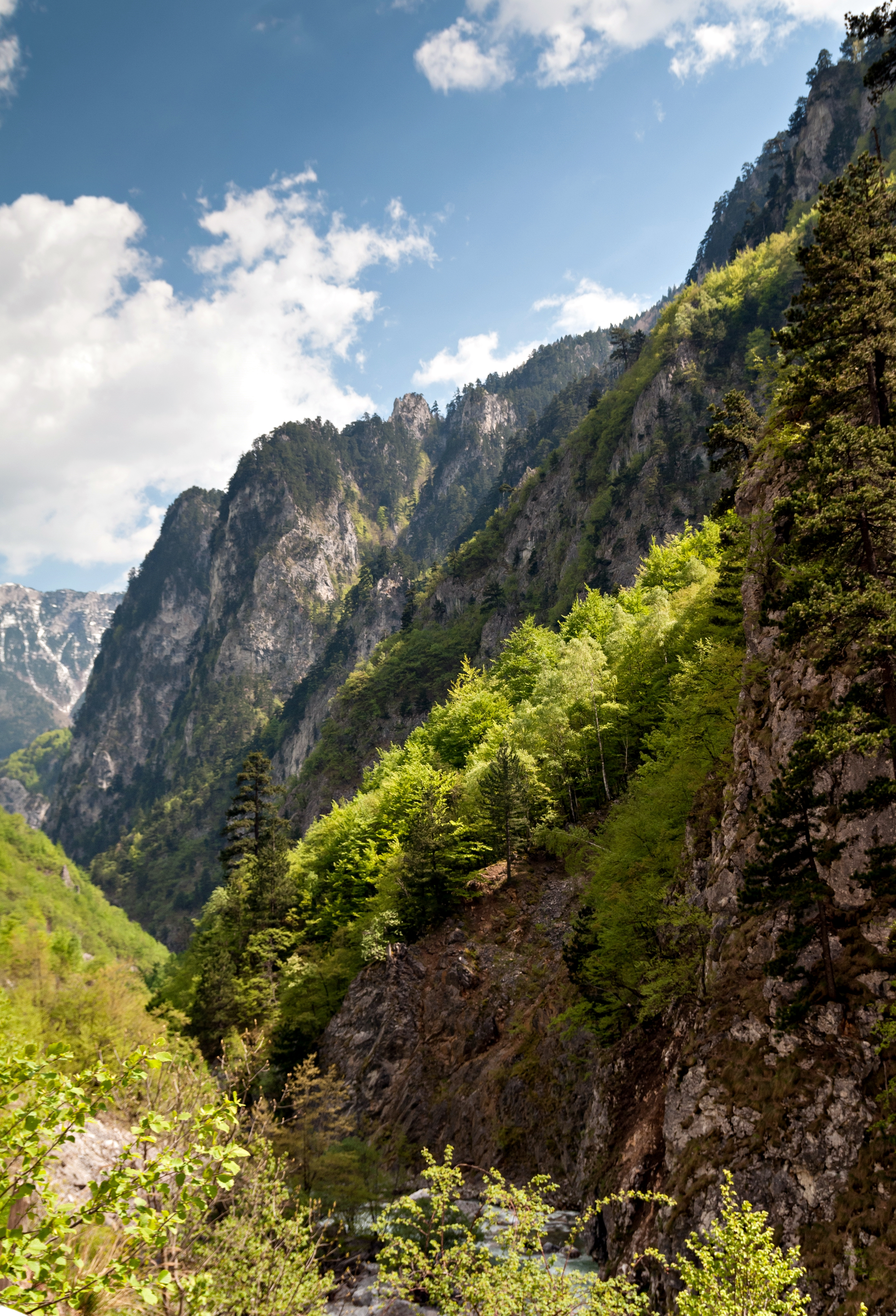
Canionul Rugova
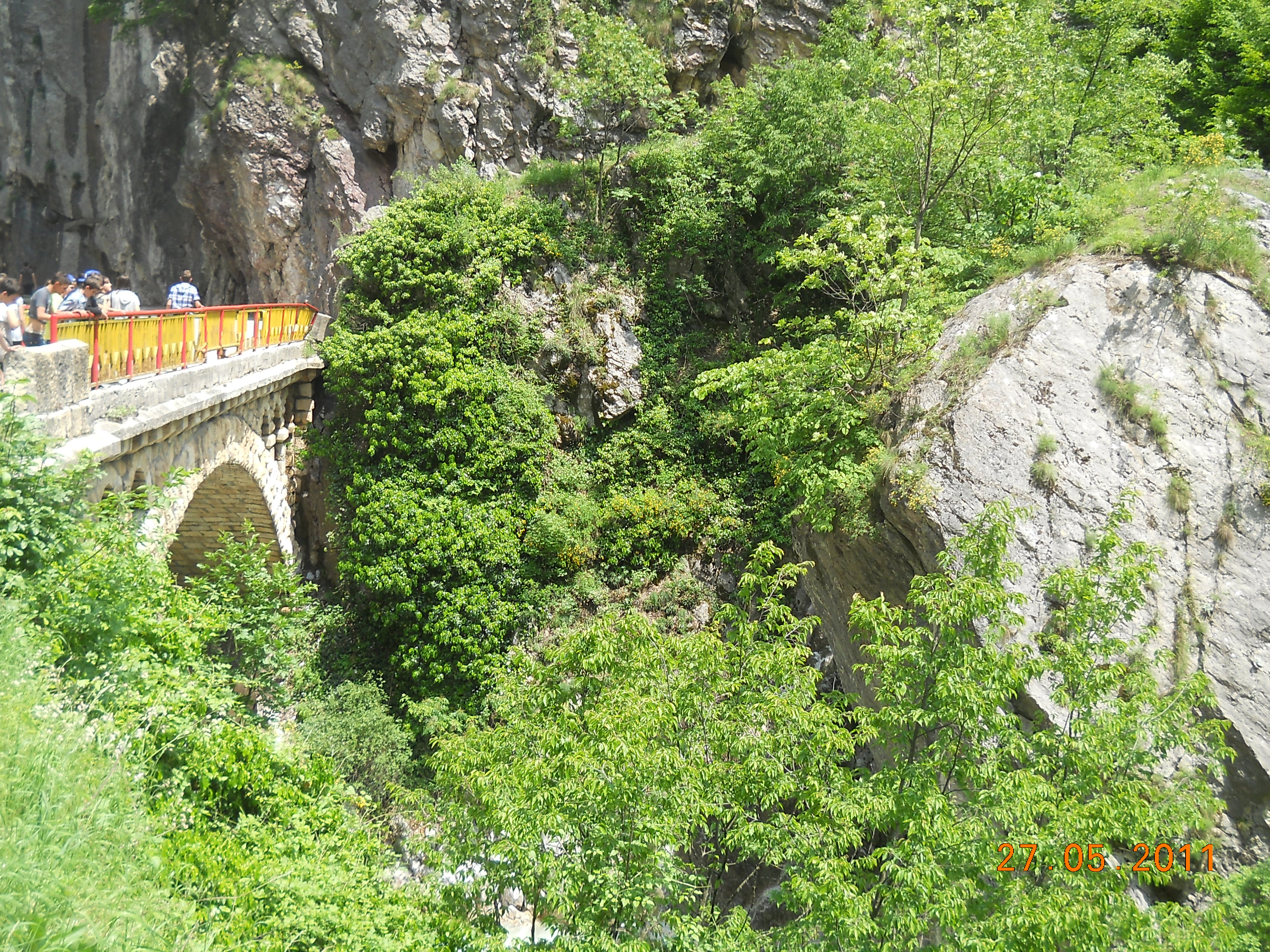
Podul peste râul Peć Bistrica
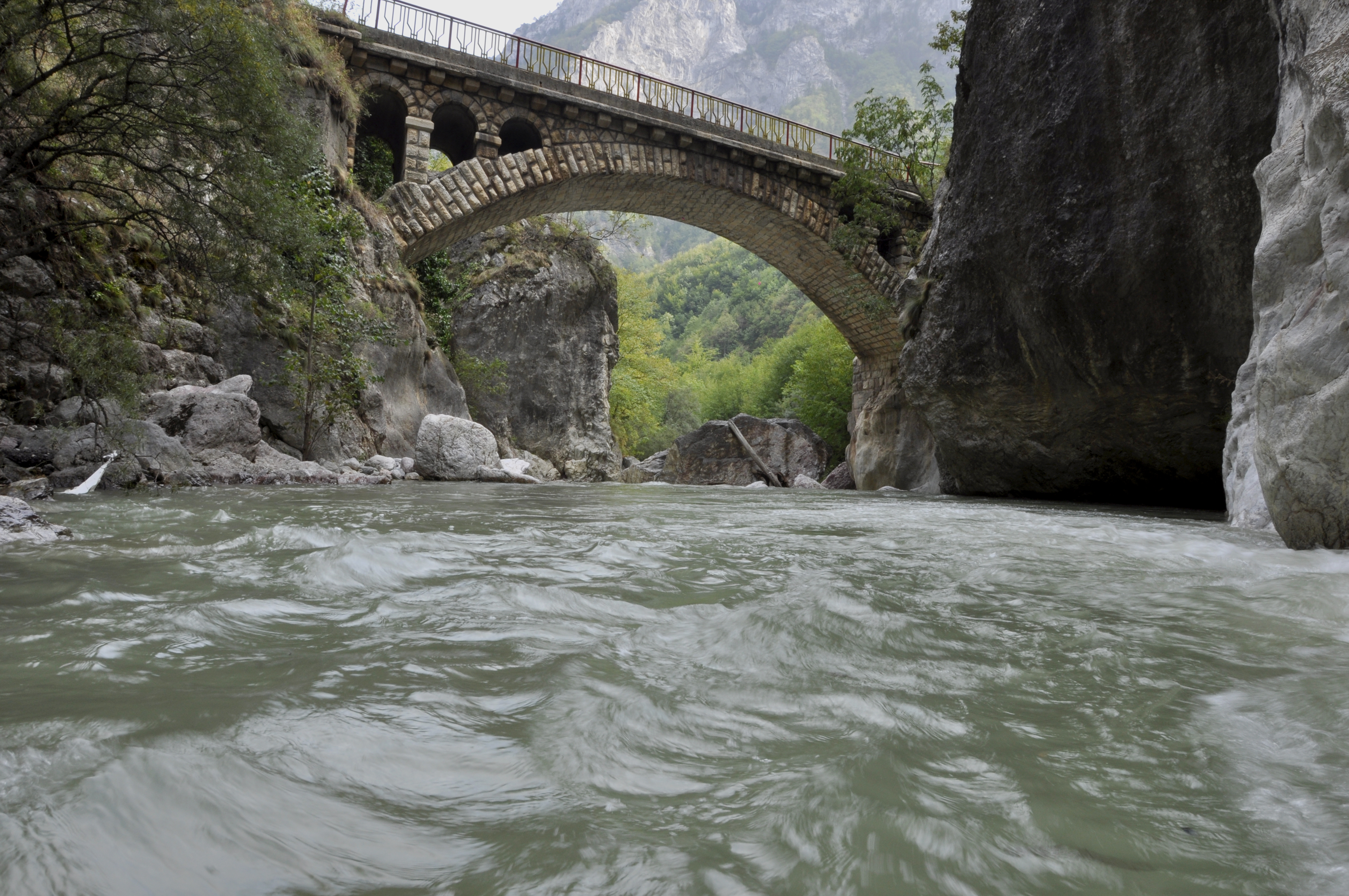
Podul peste râul Peć Bistrica
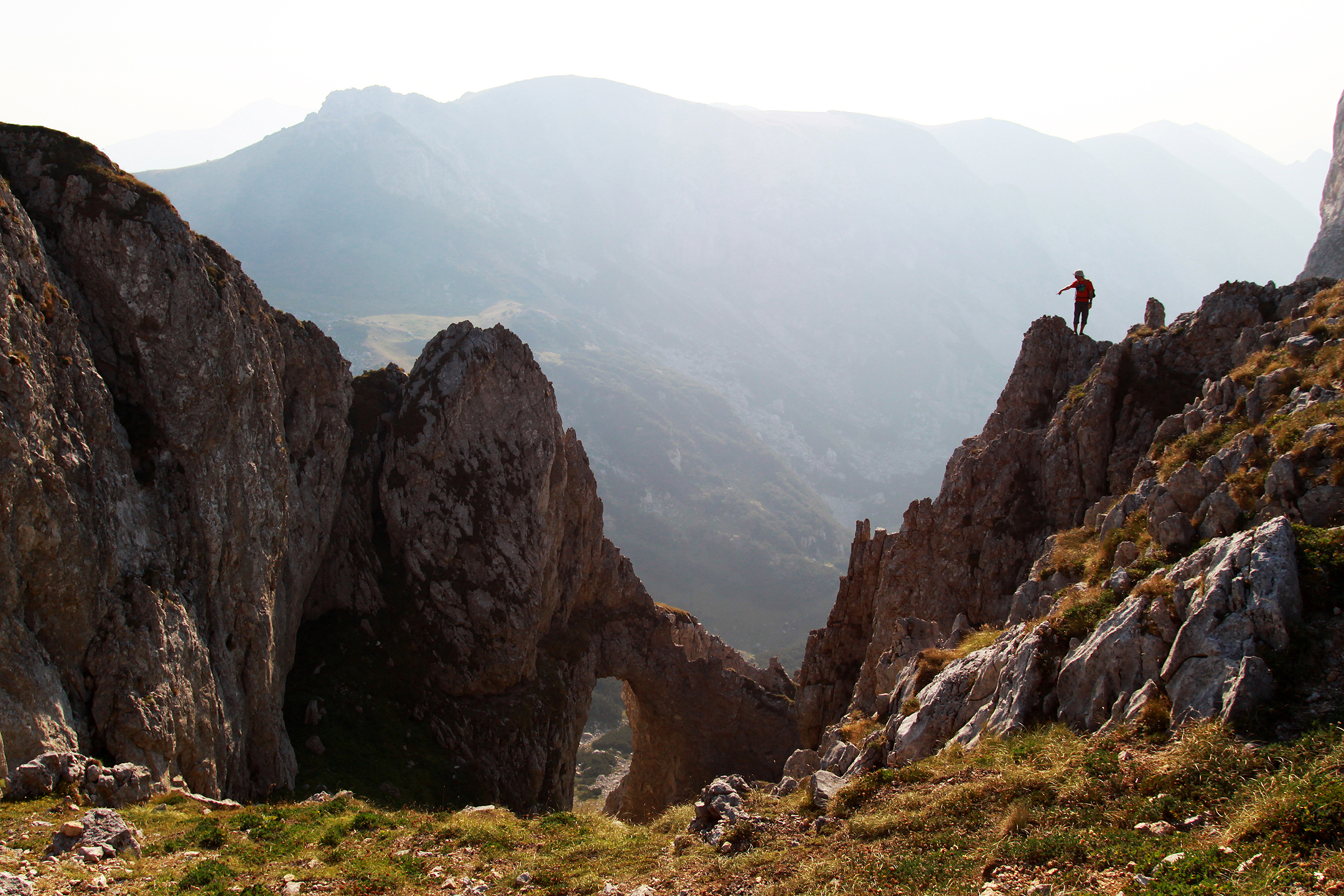
Stâncile Lugu i Shkodres din defileu
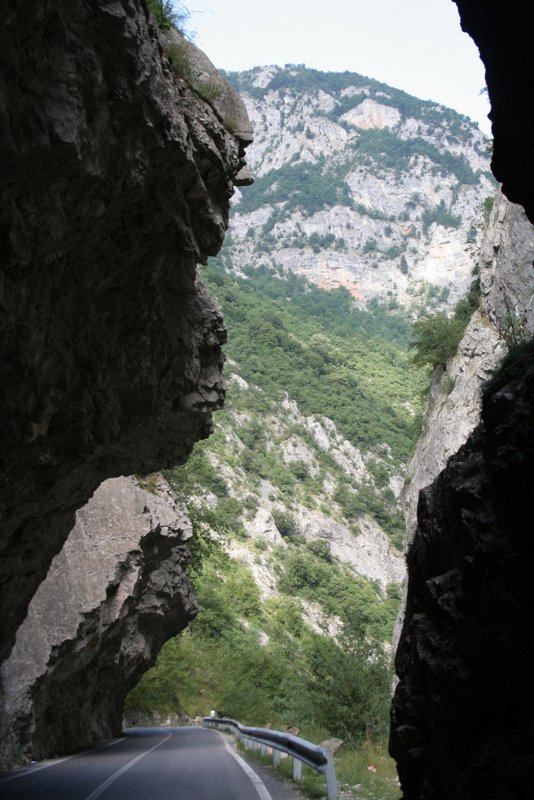
Drumul care trece prin canion
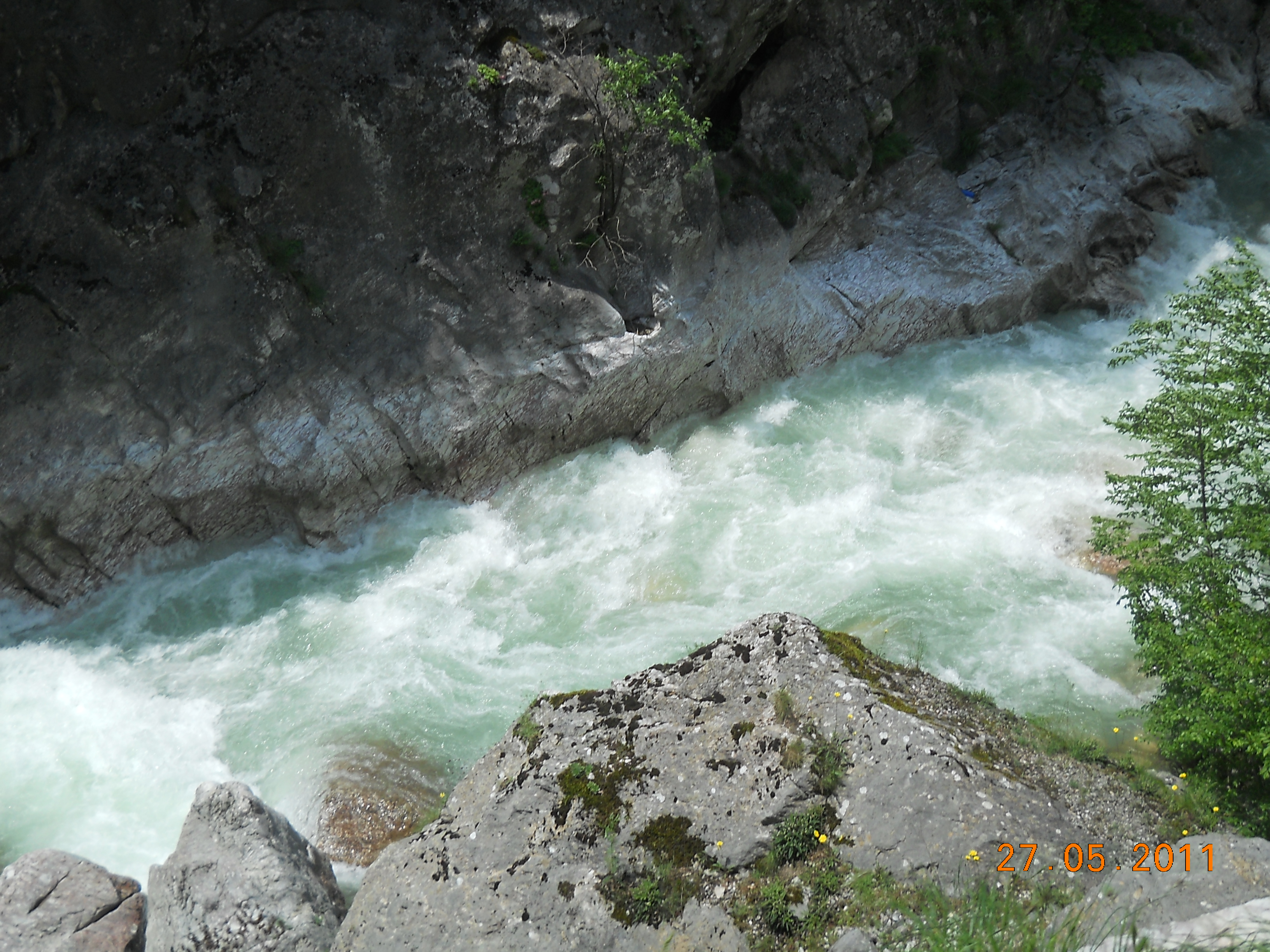
Râul Peć Bistrica
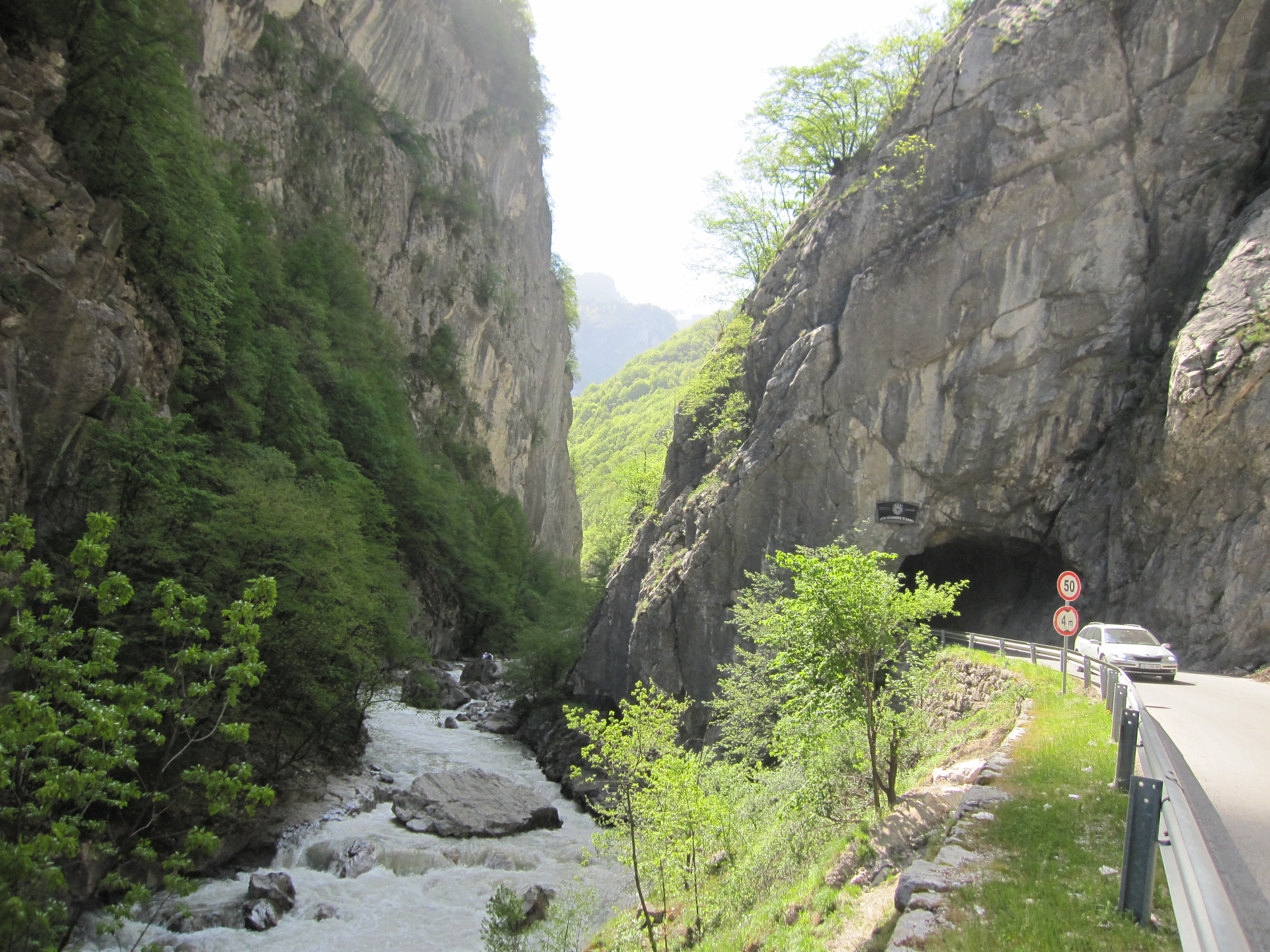
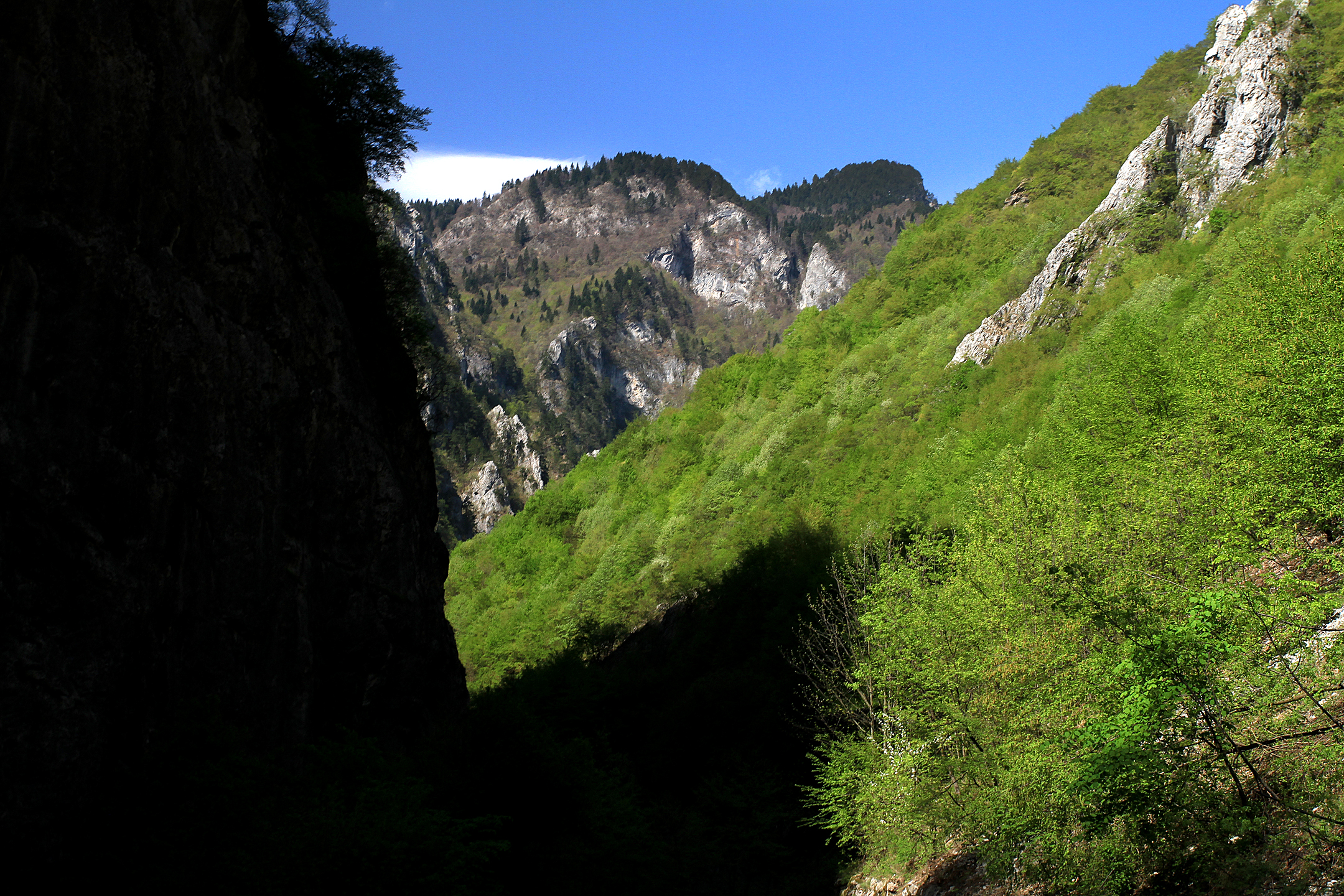
Flora canionului
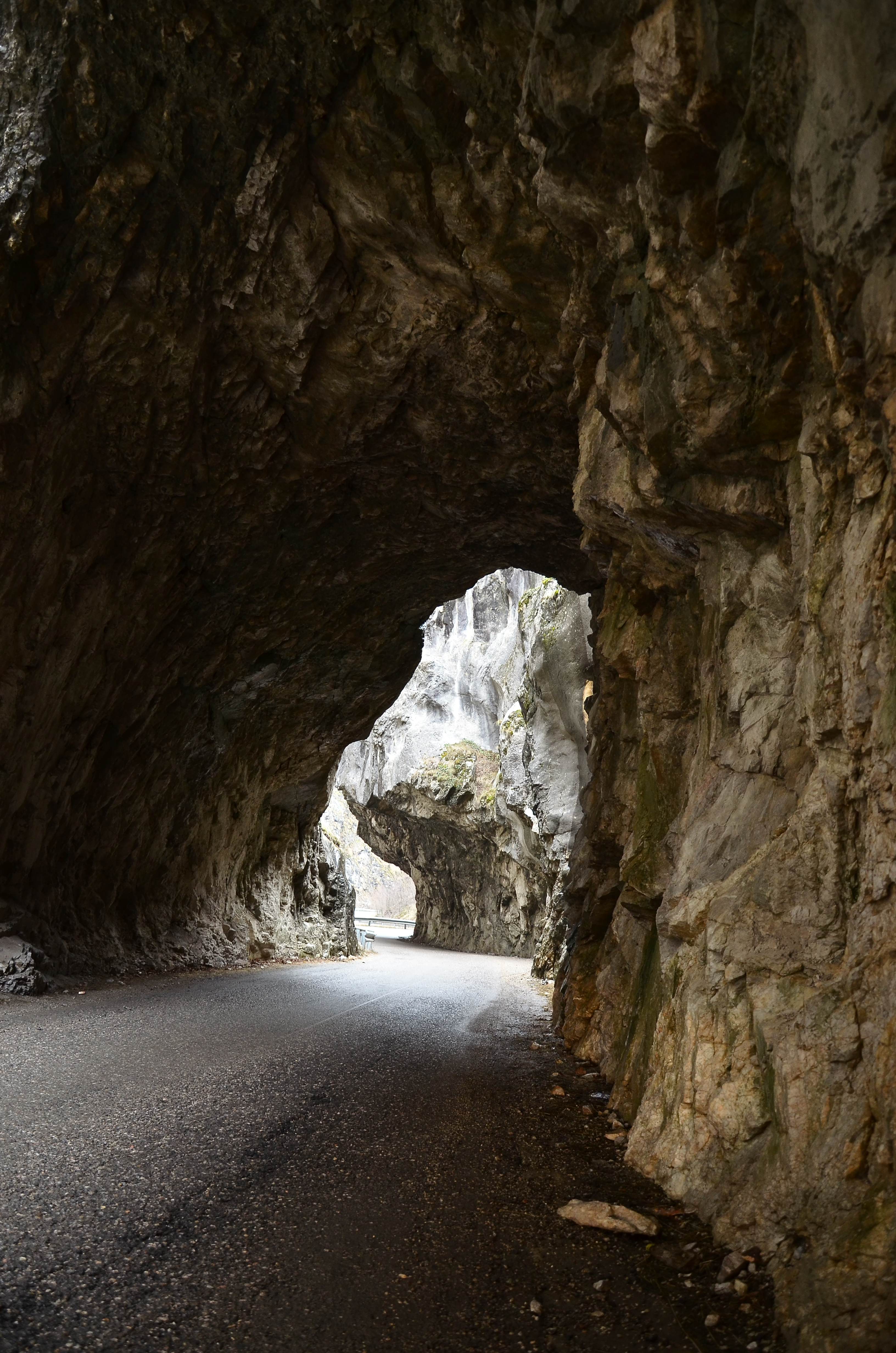
Tunel
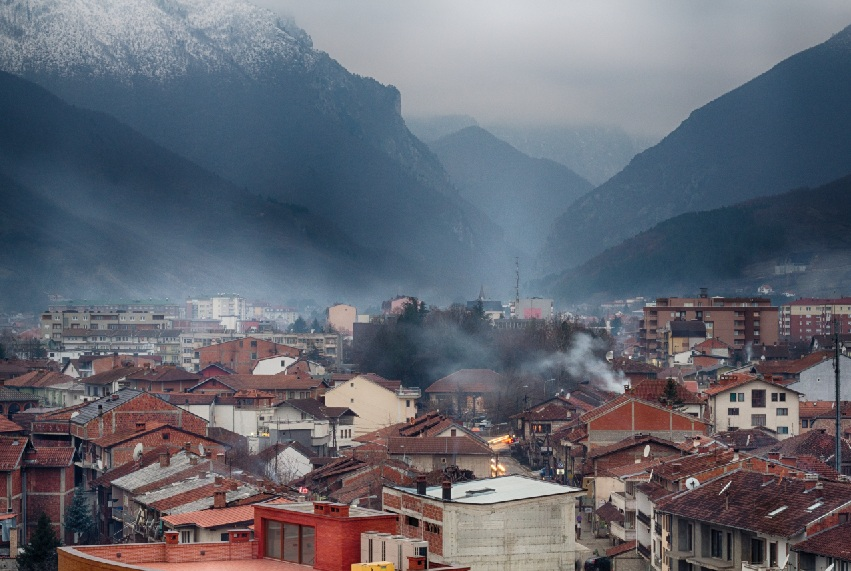
Orașul Peć și intrarea în defileu
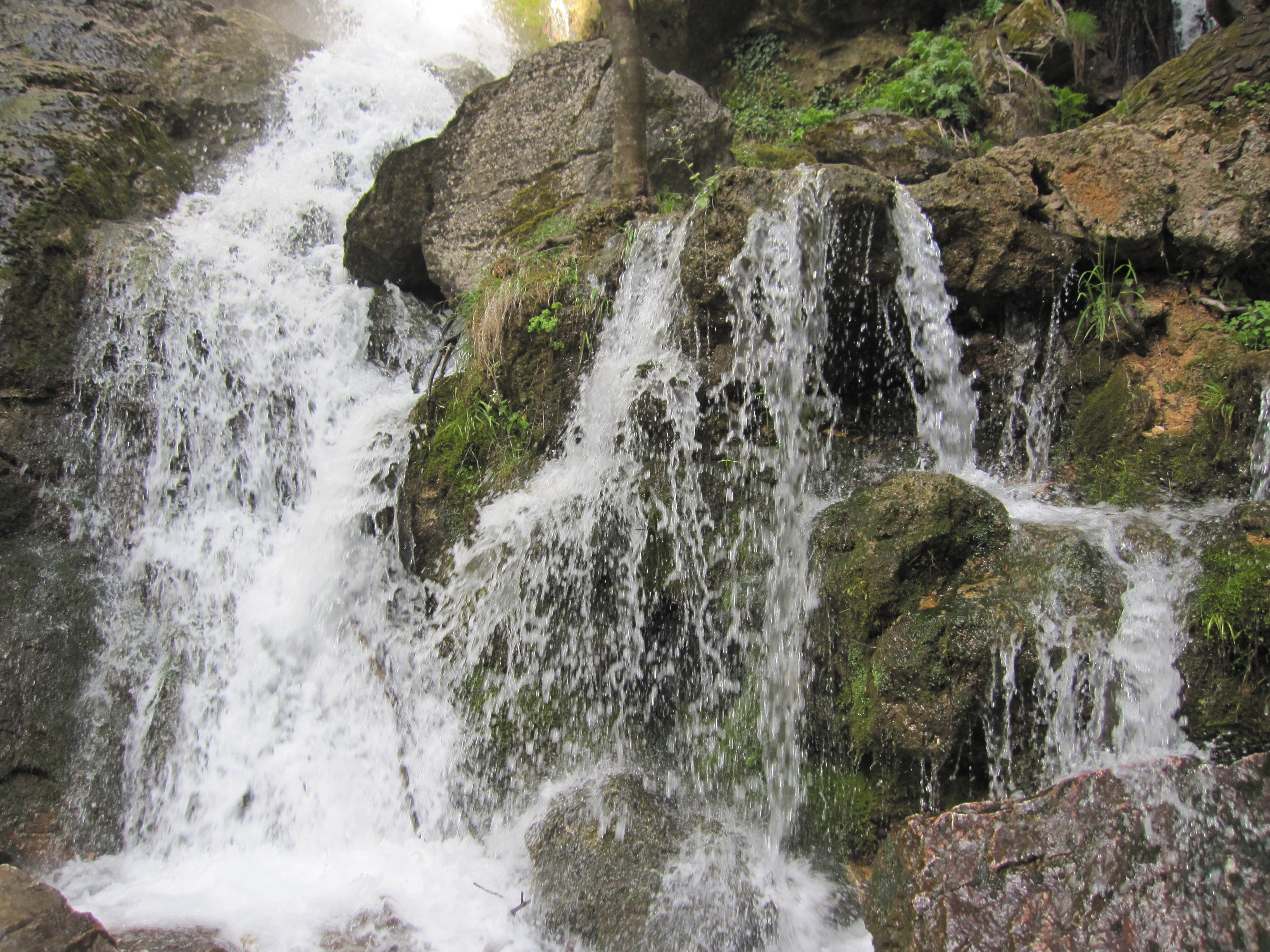
Cascada de la kilometrul al 5-lea
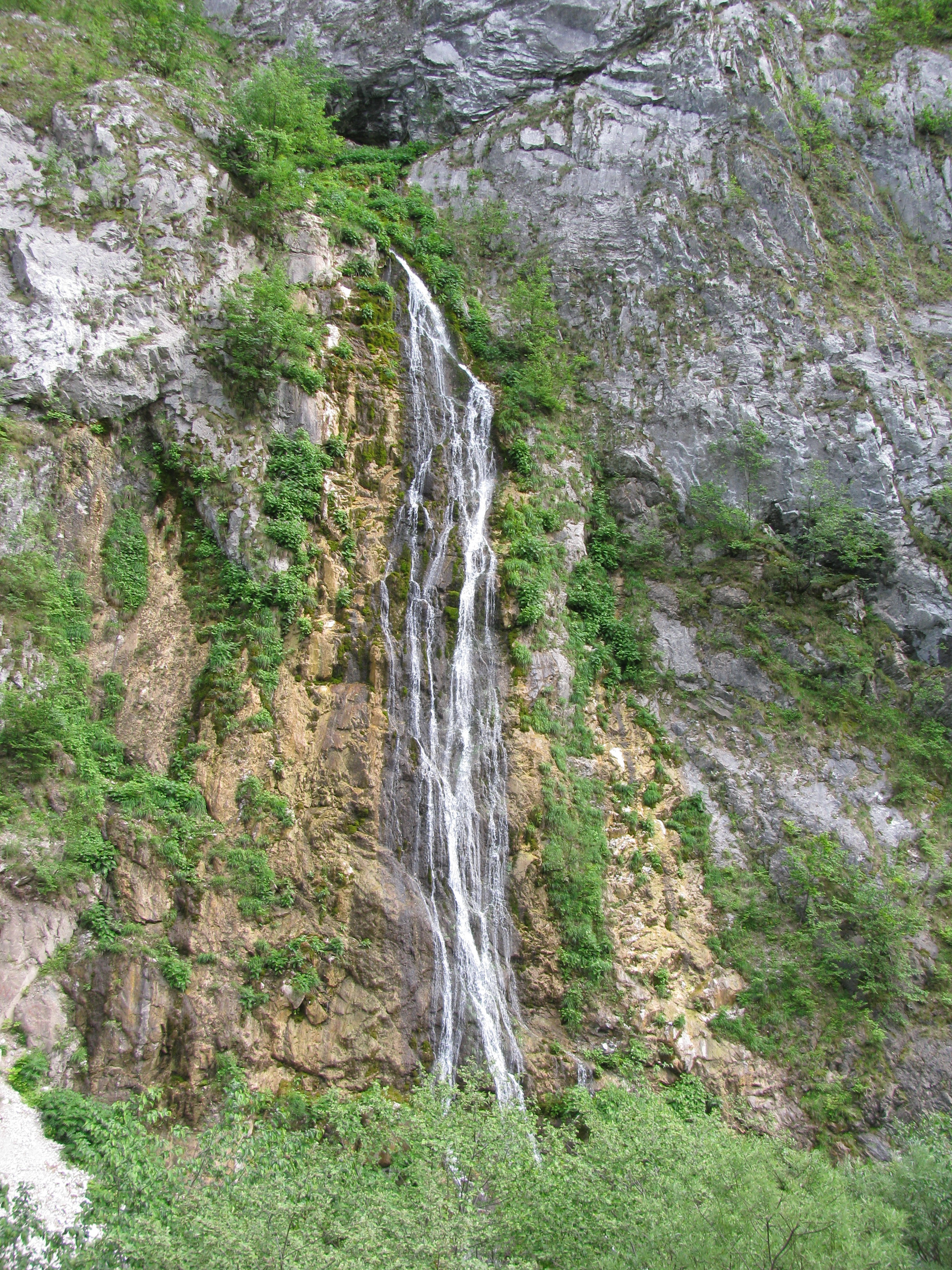
Cascada de la kilometrul al 6-lea
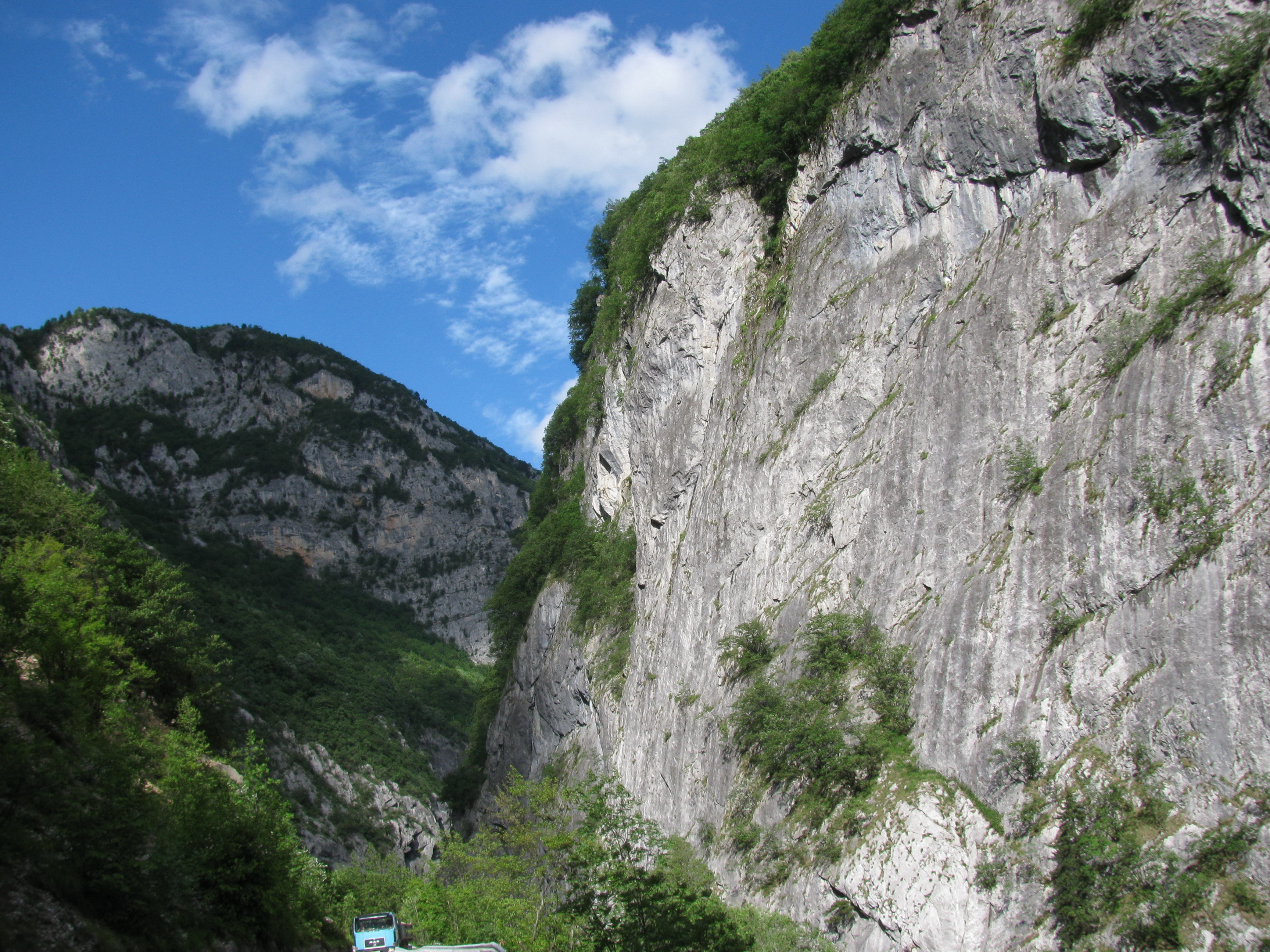
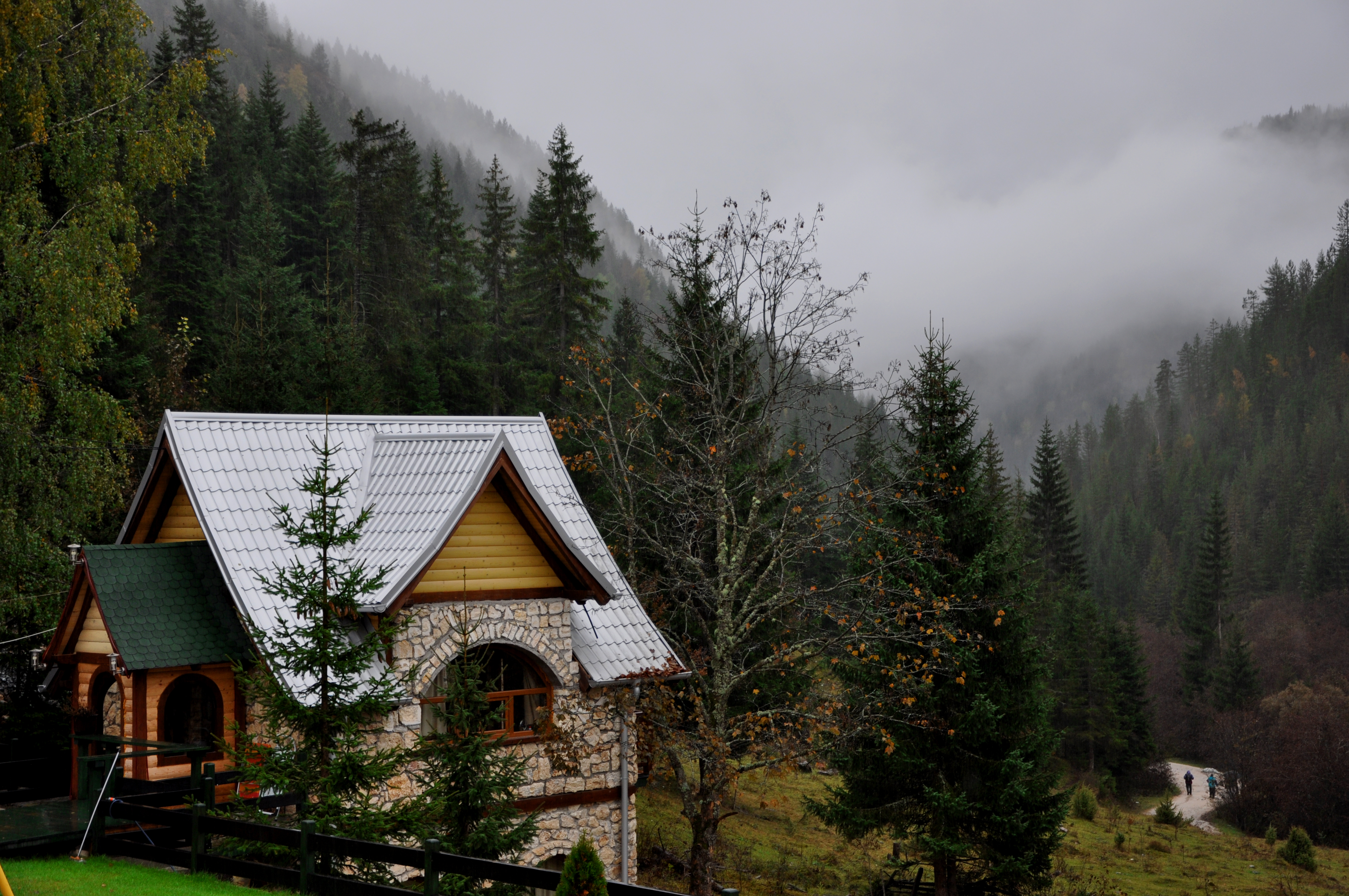
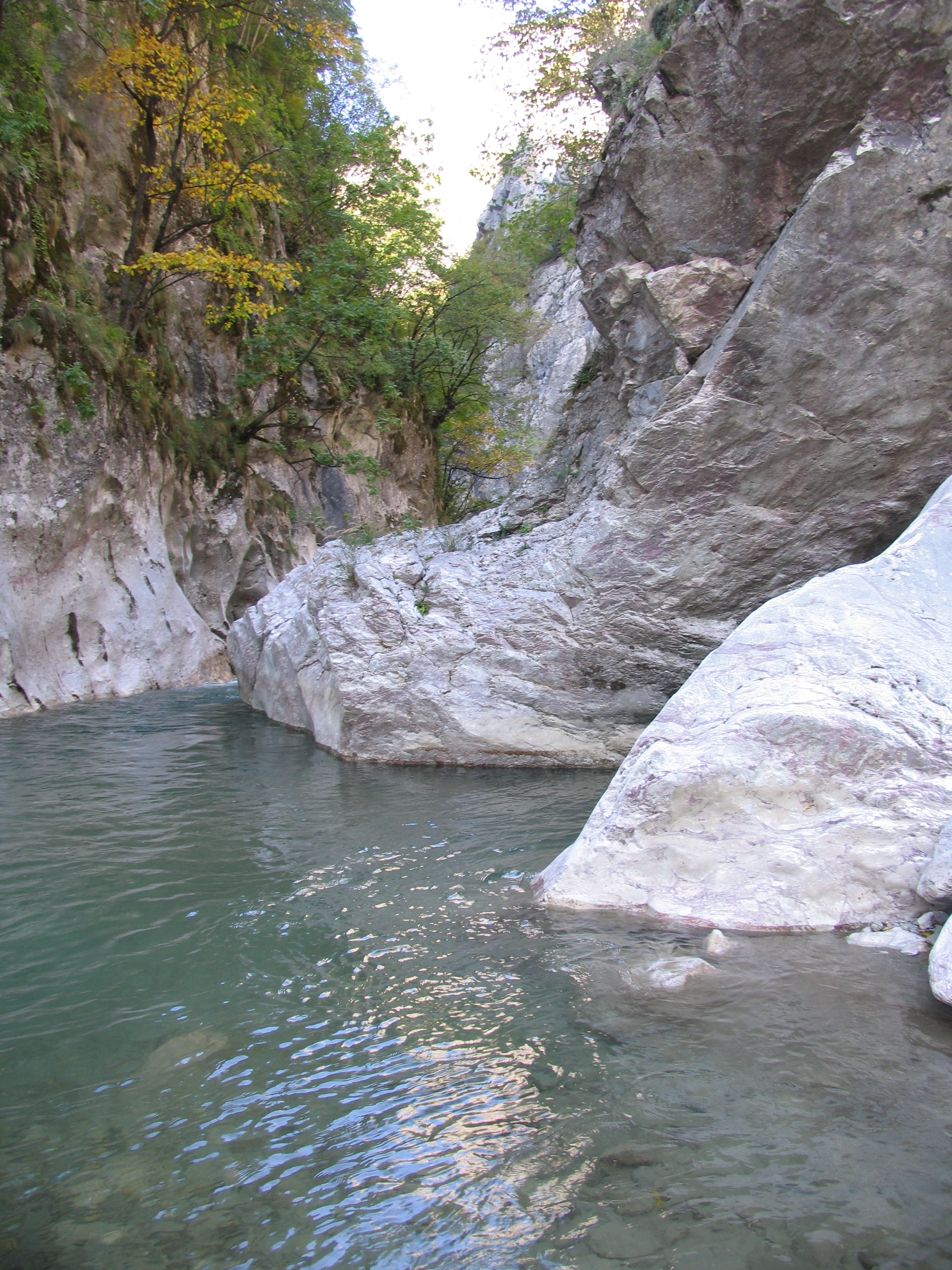

## Legături externe
- en Rugova Travel Guide Arhivat în 8 martie 2013, la Wayback Machine.